# Аналипси (дем Суровичево)
Аналипси (на гръцки: Ανάληψη, катаревуса: Ανάληψις, Аналипсис) е село в Република Гърция, в дем Суровичево (Аминдео), област Западна Македония с 527 жители (2011).

## География
Селото е разположен северно от демовия център Суровичево (Аминдео) и южно от Петърското езеро. На практика е махала на Суровичево. В нея са Националният спортен център, Общинският спортен център, Първа професионална гимназия и Музикалната гимназия на Суровичево.

## История
Като отделно селище се брои от 1991 година. В 2001 година има 629 жители. В 2011 има 527 жители.